# 爱有来世
《愛有來世》（英語：The Discovery）是一部2017年上映的英美浪漫科幻电影，导演是查理·麥克道維爾，编剧是贾斯廷·拉德（Justin Lader）和查理·麥克道維爾。主演包括積遜·史格、魯妮·瑪拉、傑西·普萊蒙、芮莉·克亞芙和羅拔·烈福。
这部电影于2017年1月20日在圣丹斯电影节上环球首映，并于2017年3月31日在Netflix上映。

## 剧情
电影以科学家托马斯·哈勃（Thomas Harbor）接受电视采访开场。他已通过科学手段证实"来世"真实存在，导致全球自杀率激增。当记者质问哈勃是否对大规模自杀潮负有责任时，他坚称不后悔，此时采访现场竟有一名摄影师当场自杀。
在"来世发现"公布两周年当天，哈勃的儿子威尔（Will）在渡轮邂逅神秘女子艾拉（Isla）。交谈中威尔察觉艾拉似曾相识，两人对自杀现象展开争论：威尔痛心于人类将死亡视为逃避工具，艾拉却认为这是解决问题的捷径。威尔透露自己曾濒死一分钟，记忆中浮现海滩上陌生男孩的画面。
下船后，威尔被哥哥托比（Toby）带到父亲建立的隐蔽研究基地。这里的工作人员皆为自杀未遂者，托比解释他们被哈勃"救赎"后在此工作。威尔目睹研究员莱西（Lacey）与库珀（Cooper）将哈勃固定在实验装置上反复实施致死与复苏——这是他们验证来世理论的核心手段。威尔愤怒指责父亲应对全球自杀危机负责。
此时威尔发现艾拉背着石块走向深海企图自杀，他及时救起昏迷的艾拉并带往基地。托马斯向众人展示新型设备：通过连接尸体可录制死者临终看到的"来世影像"，为此他们盗用了死者帕特·菲利普斯的遗体。威尔私下向艾拉吐露童年阴影——母亲在他幼年时自杀身亡。
首次实验失败后，威尔私自调整设备线路竟意外成功，录得一段男子驾车前往医院与人争吵的模糊影像。威尔按线索找到现实中的医院，却发现影像中的走廊已在十年前改建消失。与此同时，托马斯当众驱逐质疑实验的莱西，暗示基地内部存在阴谋。
威尔带艾拉潜入医院档案室，发现帕特父亲确在此病逝，但艾拉注意到影像中男子与帕特手臂纹身不符。两人追查到争吵女子实为帕特妹妹，得知帕特因逃避照顾垂危父亲而心怀愧疚。情感升温之际，威尔与艾拉在海滩拥吻，却被托比打断——托马斯正进行危险实验濒临死亡。
通过设备，众人目睹托马斯记忆真相：他当年其实阻止了妻子自杀，但妻子仍在他离开后自尽。复活后的托马斯提出颠覆性理论——所谓来世实为平行时空，承载着人生不同选择的分支。众人决议销毁设备，避免引发更大规模自杀潮。
在托马斯准备公开忏悔时，被驱逐的莱西突然枪击艾拉，高喊"送她去更好的来世"。威尔怀抱死去的艾拉陷入绝望，最终选择连接实验装置主动赴死。
意识穿越回渡轮初遇场景，威尔发现陷入时间循环——每次拯救艾拉只能短暂延缓她的死亡。艾拉揭示破解循环的关键：威尔必须真正接纳她的选择而非强行拯救。尽管托比父子试图复活威尔，他毅然选择死亡，承诺在来世铭记艾拉。
终幕，威尔出现于陌生时空的海滩，救起溺水男孩。男孩母亲艾拉赶来致谢，此时的她不再认识威尔。当两人擦肩而过时，威尔突然驻足回望，记忆碎片逐渐苏醒......

## 演员
- 魯妮·瑪拉 饰 艾拉（Isla）
- 積遜·史格 饰 威尔·哈勃（Will Harbor）
- 傑西·普萊蒙 饰 托比·哈勃（Toby Harbor）
- 芮莉·克亞芙 饰 莱西（Lacey）
- 羅拔·烈福 饰 托马斯·哈勃（Thomas Harbor）
- 朗·加拿大（英语：Ron Canada） 饰 库珀（Cooper）
- 瑪麗·史汀柏格 饰 记者

## 制作
2015年10月，据透露魯妮·瑪拉和尼古拉斯·侯特将会在电影中出演。
2016年3月，据透露羅拔·烈福和積遜·史格将会在电影中出演，由史格取代因日程冲突而不能出演的侯特的位置。
2016年3月，芮莉·克亞芙和傑西·普萊蒙确认出演。
丹尼·本西（Danny Bensi）和桑德·朱里斯（Saunder Jurriaans）为电影制作配乐。
电影主要摄影地点在羅德島州的紐波特，拍摄开始时间为2016年3月28日。
电影制作于2016年5月结束。

## 发行
2016年6月，Netflix获得了电影的全球发行权，并计划于2017年发行。电影于2017年1月20日在圣丹斯电影节上首映，并于2017年3月31日全球上映。

## 评价
总体来看，这部电影在影评人眼中褒贬不一。它在影评网站爛番茄基于49条评论获得了43%的支持率，并有5.5/10的加权平均。在影评网Metacritic，根据18位影评人的评论，这部影片的分数为55分，显示了“混合或平均的评论”。
丹尼斯·哈维（Dennis Harvey）则在《綜藝》雜誌上给出了电影的负面评论，说：“虽然发现这部电影一开始了提出了一个伟大的前提，但其神秘感消散在有些不温不火的情节中，而圆满的结局在某种程度上上我们已经看到了很多次”，并批评席格尔和玛拉之间的化学反应。